# Dolomedes dondalei
Espèce
Dolomedes dondalei est une espèce d'araignées aranéomorphes de la famille des Dolomedidae.

## Distribution
Cette espèce est endémique de Nouvelle-Zélande.

## Description
Le mâle holotype mesure 17,2 mm et la femelle paratype 18,2 mm, les mâles mesurent de 11,9 à 18,0 mm et les femelles de 17,9 à 25,3 mm.

## Systématique et taxinomie
Cette espèce a été décrite par Vink et Dupérré en 2010.

## Étymologie
Cette espèce est nommée en l'honneur de Charles D. Dondale.

## Publication originale
- Vink & Dupérré, 2010 : « Pisauridae (Arachnida: Araneae). » Fauna of New Zealand, vol. 64, p. 1-60 (texte intégral).